# Конкен
Конкен (нем. Konken) — община в Германии, в земле Рейнланд-Пфальц. 
Входит в состав района Кузель. Подчиняется управлению Кузель.  Население составляет 756 человек (на 31 декабря 2010 года). Занимает площадь 7,04 км².